# Спускане на вода на плавателен съд
Спускане на вода (на плавателен съд или кораб) е технологичен процес в корабостроенето и кораборемонта. В процеса на спускането корпусът на съда, изначално намиращ се на брега (или в док), се премества във водата.

## Управляемо спускане
Преместването на съда се осъществява с помощта на спомагателни устройства и механизми. При този случай персоналът, осъществяващ спуска, има възможност да регулира скоростта на преместване на съда.
За управляемо спускане се използват:
- слипове
- плаващи докове
- сухи докове
- пневматични ролки[1]
- кранове (само за малките съдове)

## Неуправляемо спускане
Неуправляемото спускане се осъществява от стапелите. При неуправляемото спускане съда се премества под действие на силата на тежестта.
Различават се надлъжно (съдът се движи по своята надлъжна ос) и напречно (съдът се движи по своята напречна ос) видове спускания.
Процесът на спускане от стапела се дели на следните етапи:
1. От началото на движението по стапела до входа на спусковото устройство във водата. Върху съда действат силата на тежестта, силата на инерцията му и силата на взаимодействие на спусковото устройство със спусковите пътечки на стапела;
2. От момента на входа на спусковото устройство във водата до началото на изплуването или преобръщането. В допълнение на горните сили върху корпуса на съда и спусковото устройство започва да действа и хидродинамичната сила;
3. От началото на изплуването или преобръщането до прекратяване на контакта със стапела;
4. От прекратяването на контакта със стапела до пълното спиране на съда относително брега. На този етап за спирането на съда, като правило, се използват спомагателни устройства – драги и котви.

- Съдът е върху стапела преди спускането.
- 2 етап.
- 3 етап.
- 4 етап.
- Спускането е завършено.